# 浦项级轻型护卫舰

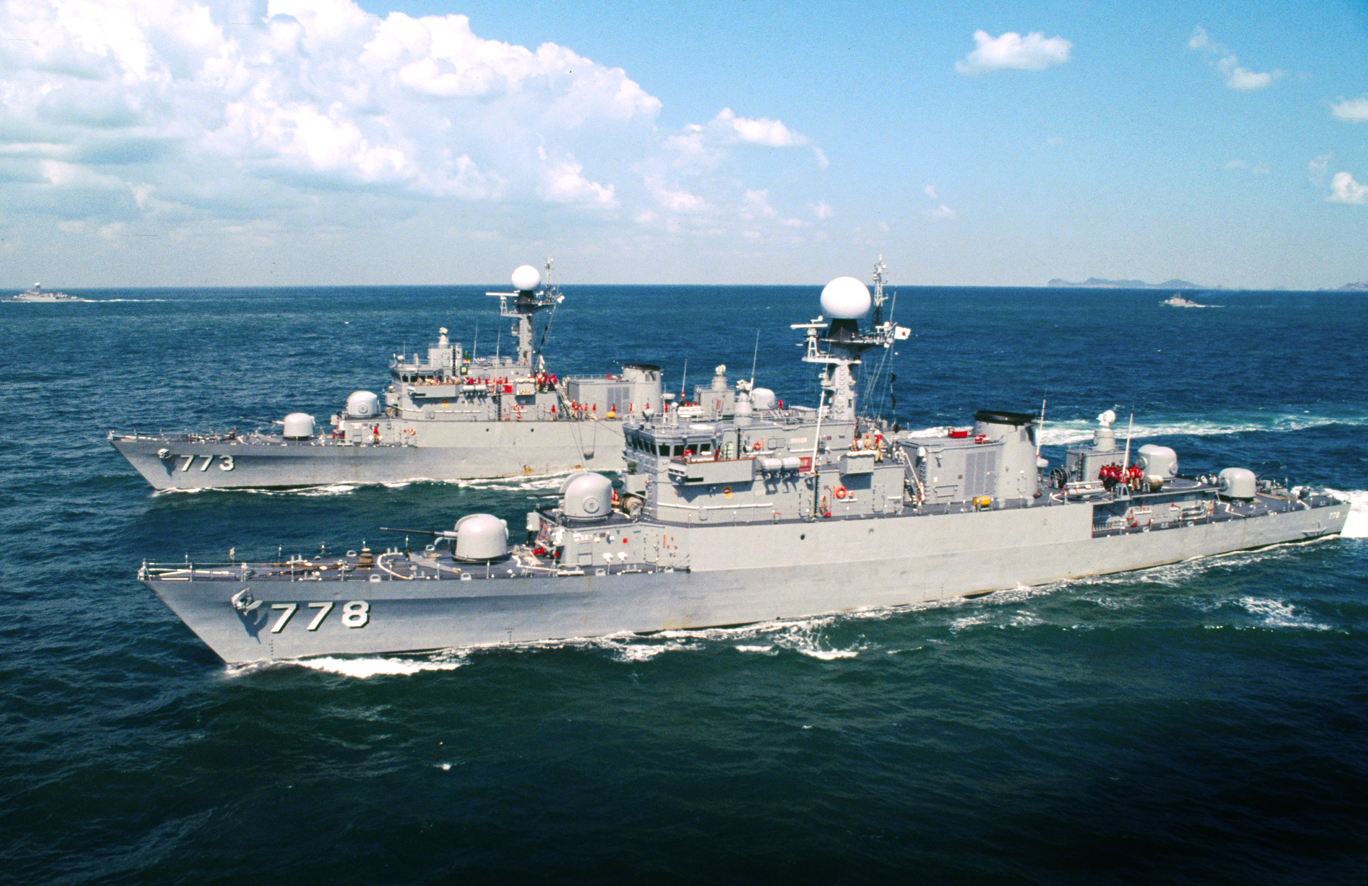
兩艘浦項級巡邏艦

浦项级輕型護衛艦（Pohang-class corvette）是大韓民國海軍現役輕型護衛艦，同级舰24艘。
前四艘浦項級（PCC-756~759）為ASUW型，艦上許多射控裝備由荷蘭提供，包括負責艦砲射控的WM-28射控系統，武裝則包括兩門OTO-76mm 62倍徑快砲，艦尾設有兩組深水炸彈/水雷施放軌、兩座雙聯裝Emerson KCB 30mm機砲（前後各一）、後方甲板兩具法製MM-38飛魚反艦飛彈以及兩座Mk 32型水面船艦魚雷管等。
後續20艘浦項級（PCC-761~785）強化武裝，例如以射程更長的美製魚叉反艦飛彈替代飛魚飛彈。

## 同級艦艇
| 舷號     | 艦名                | 建造商       | 服役時間       | 退役時間       | 狀況                                                                                          |
| 第二批次 | 第二批次            | 第二批次     | 第二批次       | 第二批次       | 第二批次                                                                                      |
| -------- | ------------------- | ------------ | -------------- | -------------- | --------------------------------------------------------------------------------------------- |
| PCC-756  | 浦項號(Pohang)      | Korea SEC    | 1984年12月18日 | 2009年6月30日  | 作為展示艦紀念館於浦項市展示，舰名由大邱级护卫舰6号舰传承。                                   |
| PCC-757  | 郡山號(Gunsan)      | Korea Takoma | 1984年11月30日 | 2011年9月29日  | 2017年報廢拆解                                                                                |
| PCC-758  | 慶州號(Gyeongju)    | 現代重工     | 1985年5月1日   | 2014年12月30日 | 2015年協議移交秘魯海岸警衛隊，後轉移秘魯海軍改名為“费雷”号（BAP Ferre 舷号CC-27）             |
| PCC-759  | 木浦號(Mokpo)       | 大宇造船     | 1985年5月17日  | 2014年12月30日 | 原提供菲律賓海軍但遭拒絕，2018年作為靶艦擊沉                                                  |
| 第三批次 |                     |              |                |                |                                                                                               |
| PCC-761  | 金泉號(Gimcheon)    | Korea SEC    | 1987年5月      | 2015年12月31日 | 2017年6月11日移交越南海軍改名為「HQ-18」                                                      |
| PCC-762  | 忠州(Chungju)       | Korea Takoma | 1987年5月      | 2016年12月27日 | 2019年8月5日移交菲律賓海軍正式服役，更名为“康拉多·亚普”号（BRP Conrado Yap 舷号PS-39）        |
| PCC-763  | 晉州號(Jinju)       | 現代重工     | 1988年6月      | 2016年12月27日 | 2017年協議移交埃及海軍，更名为“埃及青年”号（ENS Shbab Misr 舷号1000）                         |
| PCC-765  | 麗水號(Yeosu)       | 大宇造船     | 1986年11月30日 | 2017年12月27日 | 2018年10月移交越南海軍改名為「HQ-20」                                                         |
| 第四批次 |                     |              |                |                |                                                                                               |
| PCC-766  | 鎮海號(Jinhae)      | Korea SEC    | 1990年         | 2017年12月27日 | 轉作訓練用途，2023年9月後作為展示艦紀念館藏                                                   |
| PCC-767  | 順天號(Suncheon)    | Korea Takoma | 1989年6月      | 2019年12月24日 | 2021年11月26日移交秘魯海軍改名為“吉尚”号（BAP Guise 舷号CC-28）                               |
| PCC-768  | 益山號(Iksan)       | 現代重工     | 1989年6月      | 2018年12月31日 | 2020年9月28日移交哥倫比亞海軍改名為“托诺海军上将”号（ARC Almirante Tono 舷号CM-56）           |
| PCC-769  | 原州號(Wonju)       | 大宇造船     | 1989年8月      | 2021年12月28日 |                                                                                               |
| PCC-771  | 安東號(Andong)      | Korea SEC    | 1989年11月     | 2020年12月30日 | 預計移交菲律賓海軍                                                                            |
| PCC-772  | 天安號(Cheonan)     | Korea Tacoma | 1989年11月     | 2010年3月26日  | 疑似被北韓魚雷擊沉，預計作為展示艦紀念館藏（詳細請見天安艦事件），舰名由大邱级护卫舰7号舰传承 |
| PCC-773  | 富川號(Bucheon)     | 大宇造船     | 1990年         | 2021年3月31日  | 預計移交印尼海軍                                                                              |
| PCC-775  | 城南號(Seongnam)    | 現代重工     | 1990年         | 2021年12月28日 |                                                                                               |
| PCC-776  | 堤川號(Jecheon)     | Korea SEC    | 1990年         | 2021年12月28日 |                                                                                               |
| PCC-777  | 泰川號(Daecheon)    | Korea Tacoma | 1991年         | 2023年12月28日 |                                                                                               |
| 第五批次 |                     |              |                |                |                                                                                               |
| PCC-778  | 束草號(Sokcho)      | Korea SEC    | 1991年         | 2022年12月30日 |                                                                                               |
| PCC-779  | 榮州號(Yeongju)     | 現代重工     | 1991年         | 2022年12月30日 |                                                                                               |
| PCC-781  | 南原號(Namwon)      | 大宇造船     | 1991年         | 2023年12月28日 |                                                                                               |
| PCC-782  | 光明號(Gwangmyeong) | Korea Takoma | 1991年         | 現役           |                                                                                               |
| PCC-783  | 申城號(Sinseong)    | Korea SEC    | 1992年         | 現役           |                                                                                               |
| PCC-785  | 光州號(Gongju)      | Korea Takoma | 1993年         | 現役           |                                                                                               |

## 用戶
- 大韓民國：建造24艘，现役3艘，沉没一艘（天安艦事件）。
- 越南：2艘；2017年6月11日，金泉號（PCC-761）更名為HQ-18、2018年10月麗水號（PCC-765）更名為HQ-20，移交越南海軍。
- 菲律賓：1艘；2014年6月5日，韓國表明販售菲律賓一艘浦項級，2017年12月菲律賓政府已經批准海軍購買浦項級巡邏艦忠州號（PCC-762）的預算案，於2018年1月派遣海軍相關人員到韓國受訓，收購艦將會移除雷達等電子設備，但會保留如兩門OTO 76mm艦炮、Breda 40mm快炮和魚雷發射器等基本武裝以及運作所需之系統，預算將包含購買艦上武器的彈藥儲備，整個計畫花費約為2.5億菲律賓披索。2019年8月5日移交菲律賓海軍。
- 秘魯：2艘；2015年10月22日，韓國與秘魯簽約，將2014年年底除役的浦項級艦慶州號（PCC-758）移交給秘魯海岸警卫队，更名为“费雷”号（后转入秘鲁海军），舷号改为PM-211（后变更：CM-27）。 2021年11月26日，韩国海军将除役的该级舰PCC-767順川號（英语：ROKS Suncheon（PCC-767））（Suncheon）移交秘魯海軍改名為“吉斯”号（BAP Guise 舷号CC-28）。
- 埃及：1艘；2017年9月中旬，晉州號（PCC-763，2016年12月底除役）移交給埃及海軍，舷號改為1000。
- 哥伦比亚：1艘；2020年9月28日，韩国海军将本级舰的 PCC-768 || 益山號（英语：ROKS Iri）(Iksan) 移交哥倫比亞海軍改名為“托诺海军上将”号（ARC Almirante Tono 舷号CM-56）

## 參看
- 天安艦事件

## 外部連結
- 日本周辺国の軍事兵器 （页面存档备份，存于）
- 韓国海軍 （页面存档备份，存于）（2010年3月29日）
- GlobalSecurity （页面存档备份，存于）